# Hormozgan (tỉnh)
Tỉnh Hormozgān là một trong 30 tỉnh của Iran. Tỉnh tọa lạc ở phía Nam của Iran, đối diện với Oman. diện tích của tỉnh là 70.697 km2, tỉnh lỵ đóng ở Bandar Abbas. Tỉnh này có 14 hòn đảo nằm trong vịnh Ba Tư, và 1.000 km (620 dặm) đường bờ biển.
Tỉnh có 11 thành phố lớn, đó là: Bandar Abbas, Bandar Lengeh, HajiAbbad, Minab, Qeshm, Jask, Bastak, Bandar Khamir, Parsian, Rudan, và Abumusa. Tỉnh này cũng có 21 huyện (hoặc huyện), 69 đô thị, và 2046 làng. Trong năm 2007, dân số của tỉnh đang khoảng 1,5 triệu người.